# Idiocnemis inornata
Idiocnemis inornata – gatunek ważki z rodziny pióronogowatych (Platycnemididae).